# Pequena Companhia de Maria

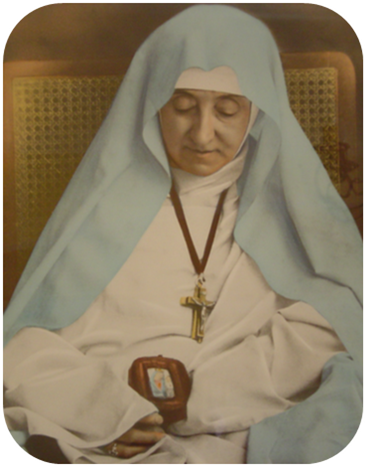
Venerável Maria Potter

A Pequena Companhia de Maria, também conhecida como Irmãs Azuis, é um instituto religioso católico de mulheres dedicado a cuidar dos sofredores, dos doentes e dos moribundos. A ordem foi fundada em 1877 em Nottingham, Inglaterra, por Mary Potter.

## História
A Pequena Companhia de Mary começou em 1877, numa fábrica abandonada em Hyson Green, Nottingham. Seu trabalho principal era cuidar dos doentes e moribundos. O seu carisma baseava-se na ideia de que Maria acompanhava Cristo e estava aos pés da Cruz no momento da Crucificação. De forma semelhante, a Companhia procura acompanhar os doentes e moribundos.
Em 1882, foram para a Itália. Mary Potter foi obter aprovação para as constituições de sua nova congregação e, enquanto estava lá, estabeleceu o Calvary Hospital (Hospital Calvário) na Via Santo Stefano Rotondo, não muito longe de São João de Latrão.
Em 1885, a pedido do Cardeal Francis Moran, em Sydney, Austrália, seis irmãs viajaram de navio para a Austrália, estabelecendo ali uma comunidade. Sob a liderança de Madre Mary Xavier Lynch, a primeira provincial da Australásia, a ordem cresceu e estabeleceu numerosos hospitais na Austrália e na Nova Zelândia. Ela também supervisionou a fundação de um hospital em Port Elizabeth, na África do Sul. Em 1888, as irmãs expandiram o seu trabalho para a Irlanda.
Em 1893, três irmãs da Pequena Companhia de Maria chegaram a Chicago para iniciar seu ministério nos Estados Unidos, prestando cuidados paliativos domiciliares. Em 1930, o Little Company of Mary Hospital foi fundado em Evergreen Park, Illinois. Em 2019, havia irmãs trabalhando na Califórnia, Illinois, Indiana e Ohio. Seus ministérios de saúde incluem hospitais, cuidados domiciliares, hospícios, cuidados prolongados e programas de extensão.
Em 1922, a congregação da Pequena Companhia de Maria havia crescido o suficiente para estabelecer províncias com provinciais regionais. As quatro províncias eram Australásia, Inglaterra, Irlanda e Itália.

## Dia moderno
A Pequena Companhia de Maria está atualmente presente e operacional na Austrália, Nova Zelândia, Tonga, Irlanda, Itália, África do Sul, Coreia do Sul, Filipinas, Reino Unido, Estados Unidos da América e Zimbabué. Elas continuam a ajudar nos cuidados de saúde nestes países, bem como a rezar e a acompanhá-los durante a sua doença.